# Haiku D'Etat
Haiku D'Etat, également typographié Haiku d'Etat, est un supergroupe de hip-hop américain, originaire de Los Angeles, en Californie, formé de Mikah 9 (en), Abstract Rude (en) et Aceyalone.

## Biographie
Les trois artistes sont affiliés au collectif Project Blowed (en) dont les membres du groupe Aceyalone et Abstract Rude sont cofondateurs. Le nom « Haiku d'Etat » est un mot-valise formé avec « haïku » et  « coup d'État », qui condense le manifeste du groupe promouvant la révolution musicale et la prise de pouvoir par la poésie.
Le groupe publie un premier album éponyme en 1999, distribué un an après au label Pure Hip Hop, Inc., album réédité en 2004. Ils se regroupent en 2004 pour en effectuer la suite sous le nom de Coup de Theatre publié le 19 octobre la même année. Bien qu'aucune suite ne soit sortie, chacun des membres du groupe reste en contact régulier avec les autres, par le biais d'apparitions lors de leurs concerts ou sur leurs albums solos respectifs.

## Discographie

### Albums studio
- 1999 : Haiku D'Etat
- 2004 : Coup de Theatre

### Singles
- 2004 : Mike, Aaron & Eddie
- 2005 : Triumvirate